# Amtmænd i Oppland
Listen over amtmænd i Oppland omfatter også amtmænd i Kristians Amt. Begreberne fylke og fylkesmann erstattede amt og amtmand d. 1. januar 1919.
Embedet har sæde i Lillehammer.
Denne liste er ufuldstændig; hjælp gerne med at udfylde den.
| Amtmænd i Oppland | Amtmænd i Oppland | Amtmænd i Oppland        | Amtmænd i Oppland | Amtmænd i Oppland |
| Start             | Slut              | Amtmand i Stavanger amt  | Født              | Død               |
| ----------------- | ----------------- | ------------------------ | ----------------- | ----------------- |
| 1781              | 1811              | Christian Sommerfeldt    | 1746              | 1811              |
| 1811              | 1821              | Ole Hannibal Sommerfeldt | 1753              | 1821              |
| 1821              | 1851              | Lauritz Weidemann        | 1775              | 1856              |
| 1852              | 1854              | Hans Tostrup             | 1799              | 1856              |
| 1854              | 1859              | Johan Christian Collett  | 1817              | 1895              |
| 1859              | 1869              | Christian Jensen         | 1823              | 1884              |
| 1869              | 1878              | Hans Thomas Meinich      | 1819              | 1878              |
| 1878              | 1900              | Jan Greve Skjoldborg     | 1832              | 1901              |
| 1900              | 1908              | Peter Theodor Holst      | 1843              | 1908              |
| 1908              | 1918              | Sigurd Lambrechts        | 1863              | 1941              |
|                   |                   | Amtmanden i Oppland      |                   |                   |
| 1919              | 1933              | Sigurd Lambrechts        | 1863              | 1941              |
| 1933              | 1947              | Alfred Ihlen             | 1877              | 1961              |
| 1947              | 1961              | Hans J. Gabrielsen       | 1891              | 1965              |
| 1961              | 1976              | Nils Kristoffer Handal   | 1906              | 1992              |
| 1976              | 1981              | Thorstein Treholt        | 1911              | 1993              |
| 1981              | 2002              | Knut Korsæth             | 1932              | –                 |
| 2002              | –                 | Kristin Hille Valla      | 1944              | –                 |